# 戴绍安
戴绍安（1954年—），辽宁丹东人，蒙古族，中华人民共和国政治人物、第十二届全国人民代表大会解放军代表、少將軍銜。
毕业于北京大学阿拉伯语，曾任中華人民共和國駐埃及大使館駐館武官，加入中国共产党。2013年，担任全国人大代表。